# 幡生総合鉄道部
幡生総合鉄道部（はたぶそうごうてつどうぶ）は、山口県下関市にある日本貨物鉄道（JR貨物）の機関区および乗務員区所である。
国鉄時代は下関運転所幡生支所として貨物用電気機関車が配置されており、JR貨物発足時に幡生機関区（はたぶきかんく）として発足したが、運転士の所属だけで機関車の所属はなく、山陽本線・鹿児島本線門司駅構内にあるデッドセクションを通過するために、直流電気機関車と直流交流両用電気機関車の交換が主に行われる。機関車の付け替えや列車の入れ換え作業は西日本旅客鉄道（JR西日本）に委託していたが、2021年（令和3年）4月より業務内容が拡充され操車業務がJR貨物直営(ジェイアール貨物・中国ロジスティクス)で行えるようになった。これに合わせて機関区が組織改編され、新たに幡生総合鉄道部として発足したものである。なお幡生操車場の信号取扱業務は引き続きJR西日本に委託されている。
かつて、山陽本線厚狭駅に幡生機関区厚狭派出を擁していた。

## 歴史
- 1920年（大正9年）9月10日 - 下関機関庫幡生給水所開設
- 1942年（昭和17年）6月1日 - 下関機関区幡生機関車駐泊所となる
- 1965年（昭和40年）4月1日 - 下関運転所幡生支所となる
- 1987年（昭和62年）4月1日 - 国鉄分割民営化に伴いJR貨物に継承。幡生機関区に改称。
- 1999年（平成11年）4月1日 - 厚狭総合鉄道部の解消に伴い、同部の運転検修部門を統合。厚狭派出として幡生機関区の下部組織となる。
- 2010年（平成22年）3月 - ダイヤ改正に際して厚狭派出廃止。所属車両は門司機関区へ転属になった[2]。
- 2021年 (令和3年) 4月 - 幡生機関区の業務内容を拡充し、幡生総合鉄道部を発足

## 乗務員乗務範囲
- 山陽本線 - 広島貨物ターミナル駅 - 下関貨物駅

## 幡生機関区厚狭派出
幡生機関区厚狭派出（はたぶきかんくあさはしゅつ）は、山口県山陽小野田市にかつてあった幡生機関区管下の機関区および乗務員区所である。

### 所在地
- 山口県山陽小野田市大字厚狭51-2
厚狭駅構内、山陽本線と美祢線に挟まれたエリアにあった。
跡地は中国電力グループのCPCエナジーによる太陽光発電所「厚狭太陽光発電所」となっている。

### 歴史
- 1905年（明治38年）9月13日 - 下関機関庫厚狭分庫を開設。車両配置を開始。
- 1908年（明治41年）6月1日 - 厚狭機関庫に昇格。
- 1925年（大正14年）4月1日 - 下関機関庫正明市分庫厚狭駐泊所に格下げ。車両配置を廃止。
- 1930年（昭和5年）12月 - 正明市機関庫厚狭分庫に昇格。車両配置を再開。
- 1933年（昭和8年）5月 - 正明市機関庫厚狭駐泊所に格下げ。車両配置を廃止。
- 1936年（昭和11年）9月 - 正明市機関区厚狭駐泊所に名称変更。
- 1948年（昭和23年）1月 - 正明市機関区厚狭支区に昇格。車両配置を再開。
- 1959年（昭和34年）2月1日 - 厚狭機関区に昇格。
- 1987年（昭和62年）4月1日 - 国鉄分割民営化に伴いJR貨物に継承。
- 1995年（平成7年）7月1日 - 宇部港駅と統合し、厚狭総合鉄道部に改組[3]。
- 1999年（平成11年）4月1日 - 厚狭総合鉄道部が解消され、幡生機関区傘下となり、幡生機関区厚狭派出に改組[3]。
- 2010年（平成22年）3月 - ダイヤ改正に際して廃止。所属車両は門司機関区に転属になった。

### 配置車両に表示されていた略号
「厚」 - 厚狭を意味する「厚」から構成される。

### 過去の配置車両
2010年2月25日時点の配置車両。
ディーゼル機関車
- DD51形

500番台1両と800番台4両の計5両。
- DE10形

1500番台7両。